# Ospina (kommun)
Ospina är en kommun i Colombia.   Den ligger i departementet Nariño, i den sydvästra delen av landet, 600 km sydväst om huvudstaden Bogotá. Antalet invånare är 8 221. Arean är 65 kvadratkilometer.
Terrängen i Ospina är kuperad.